# Dolná Strehová
Dolná Strehová (węg. Alsósztregova) – wieś (obec) na Słowacji położona w kraju bańskobystrzyckim, w powiecie Veľký Krtíš. Pierwsze wzmianki o miejscowości pochodzą z 1251 roku.
Według danych z dnia 31 grudnia 2012 roku, wieś zamieszkiwały 1053 osoby, w tym 543 kobiety i 510 mężczyzn.
W 2001 roku rozkład populacji względem narodowości i przynależności etnicznej wyglądał następująco:
- Słowacy – 96,66%
- Czesi – 0,76%
- Romowie – 0,76%
- Węgrzy – 0,38%

Ze względu na wyznawaną religię struktura mieszkańców kształtowała się w 2001 roku następująco:
- Katolicy rzymscy – 67,08%
- Grekokatolicy – 0,19%
- Ewangelicy – 21,47%
- Ateiści – 8,11%
- Nie podano – 3,05%